# Sofia (mártir)
Santa Sofia nasceu em Roma, então governada pelo Imperador Adriano, perto do ano 130. Ela sofreu grande perseguição, principalmente por Antíoco, que era o prefeito de Roma na época. Santa Sofia se converteu ao cristianismo ainda bem jovem e dedicou toda a sua vida a levar Jesus às pessoas. Era mãe das jovens Fé, Esperança e Caridade.